# 파푸아뉴기니의 주

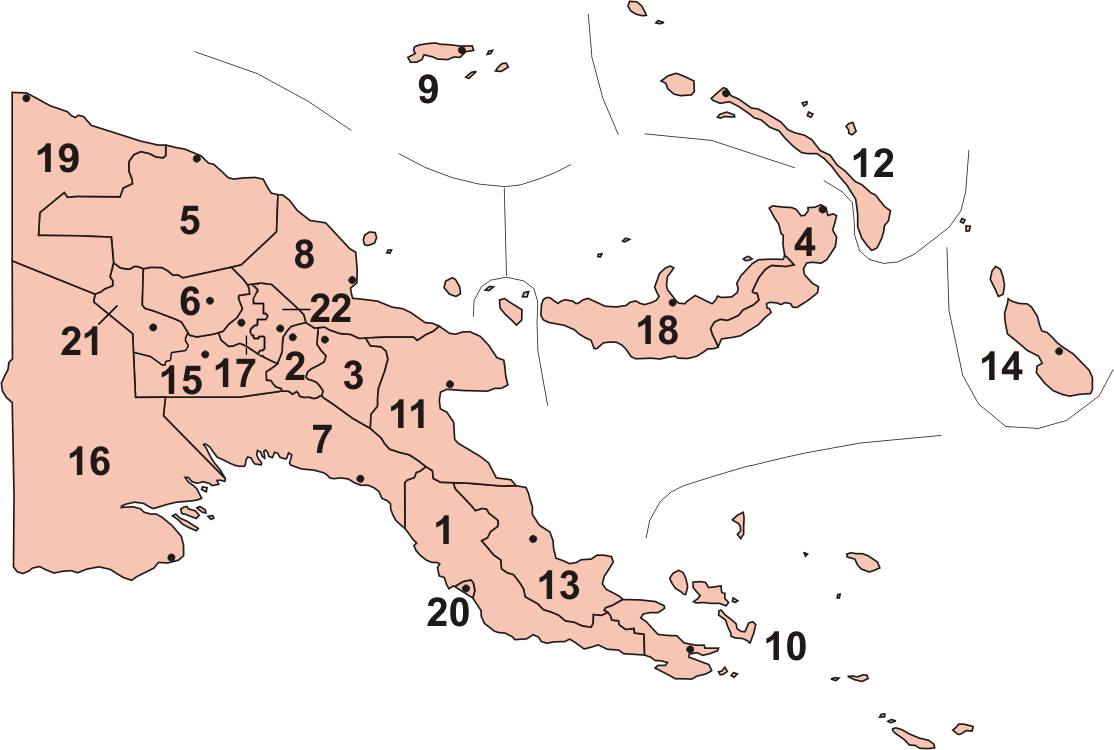
파푸아뉴기니의 주

파푸아뉴기니는 20개 주(영어: Province)와 1개 자치주(부건빌 자치주), 1개 수도권(포트모르즈비)으로 구성되어 있으며 각 주는 독자적인 입법 체계를 갖고 있다. 각 주는 다시 지역구와 지역 정부로 나뉘는데 한 지역구 안에 몇 개의 지역 정부가 존재하는 것이 보통이다.
| 지방          | 주 (번호)                  | 주도                    |
| ------------- | -------------------------- | ----------------------- |
| 파푸아 지방   | 중앙주 (01)                | 포트모르즈비            |
| 파푸아 지방   | 걸프주 (07)                | 케레마                  |
| 파푸아 지방   | 밀른베이주 (10)            | 알로타우                |
| 파푸아 지방   | 수도권 (20)                | 포트모르즈비            |
| 파푸아 지방   | 오로주 (13)                | 포폰데타                |
| 파푸아 지방   | 서부주 (16)                | 다루                    |
| 아일랜즈 지방 | 부건빌 자치주 (14, 자치주) | 아라와                  |
| 아일랜즈 지방 | 동뉴브리튼주 (04)          | 코코포 (옛 주도 라바울) |
| 아일랜즈 지방 | 마누스주 (09)              | 로렝가우                |
| 아일랜즈 지방 | 뉴아일랜드주 (12)          | 카비엥                  |
| 아일랜즈 지방 | 서뉴브리튼주 (18)          | 킴베                    |
| 모마세 지방   | 동세픽주 (05)              | 웨와크                  |
| 모마세 지방   | 마당주 (08)                | 마당                    |
| 모마세 지방   | 모로베주 (11)              | 라에                    |
| 모마세 지방   | 산다운주 (19)              | 바니모                  |
| 하일랜즈 지방 | 심부주 (02)                | 쿤디아와                |
| 하일랜즈 지방 | 이스턴하일랜즈주 (03)      | 고로카                  |
| 하일랜즈 지방 | 엥가주 (06)                | 와바그                  |
| 하일랜즈 지방 | 서던하일랜즈주 (15)        | 멘디                    |
| 하일랜즈 지방 | 웨스턴하일랜즈주 (17)      | 마운트하겐              |
| 하일랜즈 지방 | 헬라주 (21)                | 타리                    |
| 하일랜즈 지방 | 지와카주 (22)              | 쿠루물                  |

## 같이 보기
- 파푸아뉴기니의 지방